# Mouvement fennomane
Le mouvement fennomane (finnois : Fennomania, suomenmielisyys ou suomenkiihko) est un mouvement politique du grand-duché de Finlande au XIXe siècle.

## Histoire

### Naissance de la Fennomanie
En 1808-1809, la Finlande est rattachée à la Russie. Le grand-duché de Finlande dispose d'une large autonomie politique. La langue finnoise est encore dans une position marginale. Il y a peu d’écrits en finnois et on ne l'utilise pas dans les administrations, les universités et les écoles. L'église est le seul endroit public où l'on utilise le finnois.
Certains patriotes pensent qu'il faut opérer un changement radical. De ce point de vue va se développer l'idée que la seule recherche scientifique sur le finnois n'est pas suffisante mais qu'il faut se donner l'objectif de faire de la langue majoritaire du pays la langue de la culture et du pouvoir. Cette approche sera bientôt appelée « fennomanie ». Le nom est forgé par le poète Lorenzo Hammarsköld. Hammarskjöld percevait ce terme comme positif, pourtant par la suite la fennomanie éveillera des positions répressives de la part des Suédois et des suédophones.
L'idée de finnicité nationale part des cercles universitaires. Ses premiers représentants sont Johan Gabriel Linsén et Fredrik Bergbom, qui présentent dans leur revue Mnemosyne la nouvelle finnicité. Adolf Ivar Arwidsson, dans son journal Åbo Morgonblad (1821), enjoint aux personnes cultivées d'aimer tout ce qui est national et avant tout de protéger et soigner la langue nationale. De même Erik Gustaf Ehrström, dans le même Åbo Morgonblad, suggère que le finnois doit être utilisé dans les écoles, les universités et les administrations.
Le premier impact de ce premier éveil national est peut-être la signature par les étudiants universitaires en 1820 d'une pétition demandant la mise en place de formations d’enseignants de langue finnoise. En 1826, on institue le poste de professeur de langue finnoise à l'université d'Helsinki mais, de façon plus générale, les demandes nationales présentées par Arwidsson, Ehrström, etc. n'auront pas de réponse et le débat public sur le développement de la langue finnoise fera une pause pendant une vingtaine d'années.

### L'époque libérale d'Alexandre II
L'arrivée au pouvoir d'Alexandre II en 1855 donne une atmosphère plus libre et l'idée de finnicité redresse la tête.
En 1855, dans son journal Suometar, Yrjö-Koskinen demande que l'on fonde des établissements d'enseignement supérieur de langue finnoise. En 1858, grâce à Wolmar Schildt, la première école en langue finnoise commence à fonctionner à Jyväskylä.
Après la guerre de Crimée (1853 à 1856), les Fennomanes fondent le parti finnois et portent sur le devant de la scène la question de la langue finnoise, tentant de faire passer le finnois et la culture finnique d'un état de paysannerie à une position de langue et de culture nationale.
Les oppositions que les Fennomanes suscitent, désignée sous le vocable de svecomane, tentent de défendre les intérêts des Suédois en Finlande et les liens existant entre eux et le monde germanique.
Bien que le terme de « Fennomane » ait été utilisé par pratiquement tout le monde après la génération de Juho Kusti Paasikivi (né en 1870), leurs idées furent dominantes, avec toutefois également l'apport des « Svecomanes », dans la compréhension qu'eurent désormais les Finlandais de leur nation bilingue.

### Le renforcement du sentiment national
La signification actuelle de la finlandicité s'est développée par le nationalisme du milieu du XIXe siècle.
L'époque du grand duché de Finlande est celle de l'essor de l'identité finlandaise et de la naissance de la Finlande.
On commence à parler du peuple finlandais et de ses traits particuliers, du développement de la culture finnoise, de l'histoire nationale finlandaise, de la fraternité avec les peuples finno-ougriens et de la fondation d'un État-nation.
Suscité par le Kalevala, l'enthousiasme pour la Carélie ou carélianisme a été essentiel pour l'éveil du sentiment national.
De nombreux membres de la première génération des Fennomanes avaient le suédois pour langue maternelle, mais pas tous. Certains de ces Fennomanes suédophones apprirent la langue finnoise et mirent un point d'honneur à l'utiliser en société et chez eux, donnant à leurs enfants ce qui leur avait manqué semble-t-il : le finnois comme langue maternelle.
Certains Fennomanes étaient originaires de maisons où l'on parlait finnois ou les deux langues. Mais même ceux-ci avaient des prénoms suédois, comme cela se faisait fréquemment à cette époque en Finlande.
La plupart des Fennomanes finnicisèrent leurs noms de famille, tout particulièrement à la fin du XIXe siècle.
Entre les dernières années de ce siècle et les premières années du siècle suivant, le mouvement fennomane se scinda en deux partis politiques : le Parti vieux finnois et le Parti jeune finnois.

## Slogan
Le slogan fennomane fut inventé par Adolf Ivar Arwidsson (à l'origine en suédois) :
Svenskar äro vi icke mera,
ryssar kunna vi icke bli,
derför måste vi vara finnar.
Ce qui signifie :
« Suédois, nous ne le sommes plus,
Russes, nous ne pourrons jamais le devenir,
Ainsi nous devons être Finnois ! »
Il est toutefois dit que ces mots furent soufflés à Arwidsson par Johan Vilhelm Snellman.

## Liste de Fennomanes les plus connus
- Précurseurs : Daniel Juslenius (1676-1752), Henrik Gabriel Porthan (1739-1804)

- Fredrik Cygnaeus (1807-1881)
- Aleksandra Gripenberg (1857-1913)
- Lauri Kivekäs (1852-1893)
- Aleksis Kivi (1834-1872)
- Johannes Linnankoski (1869-1913)
- Elias Lönnrot (1802-1884)
- Agathon Meurman (1826-1909)
- Juho Kusti Paasikivi (1870-1956)
- Julius Krohn (1835-1888)
- Eemil Nestor Setälä (1864-1935)
- Jean Sibelius (1865-1957)
- Johan Vilhelm Snellman (1806-1881)
- Pehr Evind Svinhufvud (1861-1944)
- Zacharias Topelius (1818-1898)
- Yrjö Sakari Yrjö-Koskinen (1830-1903)

## Les Fennomanes aujourd'hui
Le terme fennomane est encore parfois utilisé par certaines personnes militant contre le suédois obligatoire dans l'éducation finlandaise et/ou le statut officiel du suédois dans les institutions finlandaises. Certains de ces Fennomanes se rassemblent en organisations et répandent leurs idées au travers de l'Internet.